# Diane O'Grady
Pour les articles homonymes, voir O'Grady.
Diane Carolyn O'Grady est une rameuse canadienne née le 23 novembre 1967 à North Bay.

## Biographie
Elle remporte aux Jeux olympiques d'été de 1996 à Atlanta la médaille de bronze en quatre de couple avec Kathleen Heddle, Marnie McBean et Laryssa Biesenthal.

## Palmarès

### Jeux olympiques
- Jeux olympiques d'été de 1996  à Atlanta,  États-Unis
  -  Médaille de bronze en quatre de couple

### Championnats du monde
- Championnats du monde d'aviron 1995 à Tampere,  Finlande
  -  Médaille d'argent en quatre de couple